# 巴西笛鯛
巴西笛鯛，為輻鰭魚綱鱸形目鱸亞目笛鯛科的其中一種，被IUCN列為易危保育類動物，分布於西大西洋區，從加拿大新斯科細亞省至巴西亞馬遜河河口，棲息深度18-55公尺，本魚厚嘴唇，背面和側面蒼白一個紅色的色調暗灰色的，背鰭和尾鰭灰色，臀鰭和腹鰭紅色;胸鰭半透明或淺灰色，背鰭硬棘10枚，背鰭軟條14枚，臀鰭硬棘3枚，臀鰭軟條7-8枚，體長可達160公分，棲息在岩石底質或珊瑚礁海域，屬肉食性，以魚類、甲殼類為食，可做為食用魚及遊釣魚。

## 擴展閱讀
維基物種上的相關：巴西笛鯛